# Deformationsinvarianten
Die Deformationsinvarianten {\displaystyle I_{1},I_{2},I_{3}} bezeichnen in der Kontinuumsmechanik die drei Hauptinvarianten des rechten oder linken Cauchy-Green Deformationstensors. Sie stellen die Koeffizienten des charakteristischen Polynoms bei Hauptachsentransformation des Strecktensors dar. Gleichzeitig lassen sie sich nach dem Satz von Vieta auch durch die Hauptstreckungen {\displaystyle \lambda _{1},\lambda _{2},\lambda _{3}} ausdrücken:
{\displaystyle {\begin{array}{lclcl}I_{1}&=&\mathrm {Spur} (\mathbf {b} )&=&\lambda _{1}^{2}+\lambda _{2}^{2}+\lambda _{3}^{2}\\I_{2}&=&\mathrm {Spur} (\mathbf {b} ^{-1})\,\det(\mathbf {b} )&=&\lambda _{1}^{2}\,\lambda _{2}^{2}+\lambda _{1}^{2}\,\lambda _{3}^{2}+\lambda _{2}^{2}\,\lambda _{3}^{2}\\I_{3}&=&\det(\mathbf {b} )&=&\lambda _{1}^{2}\,\lambda _{2}^{2}\,\lambda _{3}^{2}\end{array}}}
mit
- {\displaystyle \mathbf {b} } der Deformationstensor
- {\displaystyle \mathrm {Spur} (\mathbf {b} )} der Spur des Deformationstensors,
- {\displaystyle \det(\mathbf {b} )} der Determinante des Deformationstensors,
- {\displaystyle \mathbf {b} ^{-1}} der Inversen des Deformationstensors und
- {\displaystyle \lambda _{1,2,3}^{2}=\eta _{1,2,3}} der Eigenwerte des Deformationstensors.

Obige Zusammenhänge gelten für den linken Cauchy-Green Tensor {\displaystyle \mathbf {b} :=\mathbf {F\cdot F^{\top }} } und den rechten Cauchy-Green Tensor {\displaystyle \mathbf {C} :=\mathbf {F^{\top }\cdot F} }, denn beide Tensoren haben wegen
{\displaystyle \mathbf {b} \cdot {\vec {v}}=\eta {\vec {v}}\quad \Leftrightarrow \quad \mathbf {F^{\top }\cdot b} \cdot {\vec {v}}=\mathbf {F^{\top }\cdot F\cdot F^{\top }} \cdot {\vec {v}}=\mathbf {C\cdot (F^{\top }} \cdot {\vec {v}})=\eta (\mathbf {F^{\top }} \cdot {\vec {v}})}

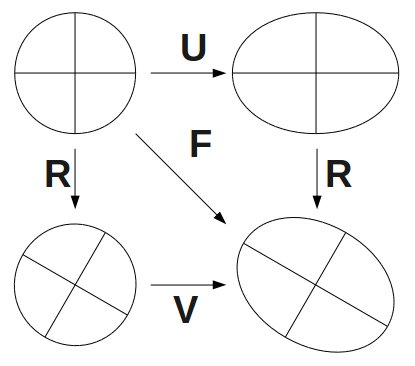
Veranschaulichung der Polarzerlegung

dieselben Eigenwerte und damit auch dieselben Invarianten, was sie einander mathematisch ähnlich macht. Der Tensor F ist der Deformationsgradient. Gleiches gilt für die symmetrischen, positiv definiten, rechten und linken Deformationstensoren U bzw. v, die sich gemäß
{\displaystyle \mathbf {F} =\mathbf {R\cdot U} =\mathbf {v\cdot R} .}
aus der Polarzerlegung des Deformationsgradienten ergeben, siehe Bild. Darin ist R ein eigentlich orthogonaler Tensor mit den Eigenschaften RT · R = 1 und det(R) = +1 (1 ist der Einheitstensor.) Der  rechte und linke Deformationstensor haben wegen
{\displaystyle \mathbf {v} \cdot {\vec {v}}=\lambda {\vec {v}}\quad \Leftrightarrow \quad \mathbf {b} \cdot {\vec {v}}=\mathbf {F\cdot F^{\top }} \cdot {\vec {v}}=\mathbf {v\cdot R\cdot R^{\top }\cdot v^{\top }} \cdot {\vec {v}}=\lambda \mathbf {v} \cdot {\vec {v}}=\lambda ^{2}{\vec {v}}}
die Hauptstreckungen λ1,2,3 als Eigenwerte, denn sie sind ebenfalls einander ähnlich:
{\displaystyle \mathbf {R^{\top }\cdot v} \cdot {\vec {v}}=\mathbf {R^{\top }\cdot v\cdot R\cdot R^{\top }} \cdot {\vec {v}}=\mathbf {R^{\top }\cdot R\cdot U\cdot R^{\top }} \cdot {\vec {v}}=\mathbf {U\cdot (R^{\top }} \cdot {\vec {v}})=\lambda (\mathbf {R^{\top }} \cdot {\vec {v}}).}
Weil der Deformationsgradient immer und überall invertierbar ist, sind dies die Strecktensoren auch.
Die dritte Invariante stellt gleichzeitig das Quadrat des Volumenverhältnisses {\displaystyle J:=\operatorname {det} (\mathbf {F} )} dar:
{\displaystyle I_{3}(\mathbf {b} )=I_{3}(\mathbf {C} )=J^{2}=I_{3}^{2}(\mathbf {v} )=I_{3}^{2}(\mathbf {U} ).}
Bei Inkompressibilität im Werkstoffverhalten ({\displaystyle J=1}) bleibt also die dritte Invariante der Strecktensoren gleich der Identität.